# Bataille de Mai Ceu
Seconde guerre italo-éthiopienne
Batailles
Front septentrional
- Invasion de l’Abyssinie
- Offensive de Noël
- 1re Tembén
- Amba Aradom
- 2e Tembén
- Shiré
- Maychew
- Marche de la volonté de fer

Front méridional
- Qorahe
- Genalé Dorya
- Ogaden

La bataille de Mai Ceu a lieu le 31 mars 1936 à Mai Ceu dans le sud du Tigré en Éthiopie. Il s’agit d’une des contre-attaques décidées par l’empereur Hailé Sélassié pour contrer les avancées des troupes italiennes envahissant alors l’Éthiopie au cours de la seconde guerre italo-éthiopienne.
La bataille met en jeu des armées aux équipements totalement disproportionnés entre les deux camps, aviation et armes chimiques chez les italiens et armes rudimentaires chez les Éthiopiens subissant un embargo de la part des puissances coloniales limitrophes depuis 1918.
La bataille conduit à l’anéantissement de l’armée éthiopienne dans le nord du pays.

## La bataille de Mai Ceu
Fin mars 1936, l’empereur Hailé Sélassié dont l’armée ne s’était alors pas engagée dans la confrontation décide une contre-attaque finale visant à chasser l’envahisseur de Maychew dans le sud du Tigré. Ce mouvement va à l’encontre des conseils qu’il avait ordonné à ses chefs d’éviter une confrontation directe avec l’ennemi, et d’organiser une guerilla de résistance. L’attaque est repoussée d’une semaine jusqu’au 31 mars, ce qui laisse le temps aux Italiens de construire des tranchées. Les Éthiopiens chargent avec une grande détermination mais sont incapables de briser les défenses italiennes, de plus ils sont parallèlement soumis à de forts bombardements et à un usage massive de gaz moutarde par l’aviation italienne.
L’armée éthiopienne après treize heures de combat, se retrouve obligée d’abandonner son offensive, à la suite de quoi elle est attaquée par les Rayya et les Azebo que les Italiens avaient encouragé à se rebeller. Les soldats de l'empereur sont ainsi forcés de se retirer à travers les plaines de l’Ashangi, où ils sont une fois de plus soumis à de forts bombardements aériens. Cesco Tomasseli, observateur italien écrit : « Vague après vague, des bombes à pleine charge pilonnèrent leur objectif principal, les colonnes éthiopiennes se dirigeant vers les côtes de l’Est... les bombes explosaient au milieu des masses très denses de fugitifs. »
Le gaz moutarde est aussi largement utilisé. L’empereur écrira plus tard :

« De tous les massacres de cette guerre terrible et sans merci, celui-ci fut le pire : des hommes, des femmes, des animaux explosaient en morceaux ou brûlaient à mort du gaz moutarde. Les mourants, les blessés hurlaient à la mort. Ceux qui échappaient aux bombes, tombaient sous la pluie de gaz. Les gaz terminait le carnage que les bombes avaient entamé. Nous ne pouvions rien faire pour nous en protéger »

— Hailé Sélassié
Après la défaite de Mai Ceu l’armée éthiopienne du Nord est anéantie.